# Antonio Di Gennaro (calciatore)
Antonio Di Gennaro (Firenze, 5 ottobre 1958) è un ex calciatore italiano, di ruolo centrocampista.

## Biografia
Fiorentino di nascita ma di origini campane, vive a Bari, città dove si è sposato e ha avuto tre figli.

## Carriera

### Giocatore

#### Club

##### Gli esordi a Firenze e Perugia

Un giovane Di Gennaro alla Fiorentina nel 1979

Cresciuto nelle giovanili della Fiorentina, nel 1976, a diciotto anni, fu aggregato alla prima squadra. Giocò come centrocampista nei viola fino al 1980. Tuttavia, frenato da una posizione in campo simile a quella del numero dieci Giancarlo Antognoni, fu spesso tenuto in panchina.
Nella sua prima stagione in Serie A, quella 1976-1977, giocò solo 4 partite; raddoppiò le presenze nell'annata successiva, ancora senza andare a rete. Nella stagione 1978-1979 ci fu un cambio di passo, con 21 partite giocate e 3 gol, questi segnati tutti nel girone di andata: l'8 ottobre, a Firenze, segnò due reti al Napoli, al 32' e all'86', e il 19 novembre segnò un gol al Verona.
Nell'ultima stagione con la Fiorentina, 1979-1980, diminuì il suo minutaggio con sole 11 partite giocate, segnando 2 reti. Nella stagione successiva giocò per il Perugia, con 24 presenze e 3 reti segnate. La squadra concluse il campionato con la retrocessione in Serie B e Di Gennaro si trasferì a Verona.

##### L'affermazione a Verona
Di Gennaro militò nel Verona dal 1981 al 1988, in quella che sarà la parentesi più significativa della sua carriera agonistica.
Tra il 1979 e il 1981, la squadra scaligera era stata interessata da un ricambio generazionale sia dei dirigenti che dei giocatori, seguito alla retrocessione in Serie B del 1979. Nel 1981, in particolare, Osvaldo Bagnoli fu chiamato ad allenare la squadra, con la quale conseguì numerosi successi, il primo dei quali fu la promozione in Serie A nella stagione 1981-1982. L'allenatore contribuì molto alla maturazione di Di Gennaro.
Nella stagione seguente, la squadra si classificò al quarto posto nel campionato di Serie A. Inoltre, giunse a giocare la finale della Coppa Italia 1982-1983, vincendo la prima partita per 2-0 contro la Juventus e perdendo per 0-3 il ritorno. Di Gennaro nella stagione contribuisce al quarto posto finale del club.
Nella stagione 1983-1984, i gialloblù si classificarono al sesto posto e raggiunsero di nuovo la finale di Coppa Italia, la seconda per Di Gennaro, persa contro la Roma.
La stagione 1984-1985 vide il Verona, a sorpresa, vincere il campionato. Raggiunta la testa solitaria della classifica già dalla seconda giornata, la compagine veneta rimase imbattuta fino alla quindicesima giornata, al termine del girone di andata, quando, sconfitta dall'Avellino, fu agganciata temporaneamente dall'Inter. Ripreso il primo posto in solitario, lo mantenne sino al termine del torneo, laureandosi campione d'Italia il 12 maggio con il pareggio 1-1 sul campo dell'Atalanta.
Con il Verona, Di Gennaro concluse il campionato 1985-1986 al decimo posto. Ebbe però modo di esordire nella Coppa dei Campioni, con 4 presenze. La squadra veneta eliminò il PAOK di Salonicco al primo turno; ma fu sconfitta dalla Juventus, campione d'Europa in carica, agli ottavi di finale, pareggiando la prima partita e perdendo 2-0 il ritorno.
Nelle due stagioni seguenti, 1986-1987 e 1987-1988, la squadra si piazzò rispettivamente al quarto e al decimo posto in classifica, con Di Gennaro che segnò tre e un gol, rispettivamente. Nel 1988 la società scaligera, investita da problemi finanziari, cedette al Bari Di Gennaro, nonostante fosse ormai considerato una bandiera dai tifosi della squadra.

##### Gli ultimi anni a Bari e Barletta

Di Gennaro al Bari nel 1989

Il Bari giocò in serie cadetta il campionato 1988-1989 riuscendo infine ad ottenere la promozione in Serie A, posizionandosi alla sommità della classifica in coabitazione con il Genoa. Di Gennaro divenne il capitano, della squadra nella stagione 1989-1990. La squadra pugliese vinse la Coppa Mitropa 1990, che disputò in virtù della posizione acquisita nella Serie B l'anno prima. Dopo aver eliminato nel proprio girone gli ungheresi del Pécs e gli jugoslavi del Radnički Niš, i biancorossi superano i connazionali genoani nella finale al Della Vittoria di Bari, sicché i galletti conquistano il loro primo trofeo internazionale.
Di Gennaro militò col Bari anche la stagione seguente, per passare poi al Barletta, col quale giocò la sua ultima stagione da professionista, in Serie C1. Con 28 presenze e 3 reti, concluse la sua esperienza con la squadra al dodicesimo posto.

#### Nazionale
Convocato dal commissario tecnico Enzo Bearzot, Di Gennaro debuttò in nazionale il 3 novembre 1984, a 26 anni, nella partita amichevole Svizzera-Italia (1-1) disputata a Losanna. Nella partita successiva, giocata l'8 dicembre a Pescara, realizzò il suo primo gol in nazionale nella gara amichevole vinta 2-0 contro la Polonia.
Protagonista nei successi del Verona, si integrò nel gruppo dei campioni del mondo uscenti: impostato da Bearzot come regista della squadra azzurra, fu convocato per il campionato del mondo 1986 in Messico, dove erano presenti ben dieci reduci del titolo vinto quattro anni prima. Di Gennaro giocò da titolare le tre partite disputate dall'Italia nella prima fase. Partì invece dalla panchina nella sfida degli ottavi di finale contro la Francia, sostituito, all'inizio della partita, da Giuseppe Baresi a cui era stato demandato il compito di marcare Platini, il quale nella prima frazione segnò il gol del vantaggio transalpino; Di Gennaro fu chiamato in campo nella ripresa, ma gli Azzurri non riuscirono a capovolgere la situazione, subendo infatti il definitivo raddoppio di Stopyra e venendo così eliminati dalla competizione.

Di Gennaro (a destra) in nazionale l'8 dicembre 1984, per la vittoriosa sfida di Pescara contro la Polonia (2-0), mentre osserva Boniek; nell'occasione siglò il suo primo gol in azzurro.

Con l'avvicendamento tra Bearzot e Azeglio Vicini, Di Gennaro uscì definitivamente dal giro azzurro e chiuse la sua esperienza in nazionale con 15 presenze e 4 reti.

### Dopo il ritiro

#### Calcio
Dopo il ritiro, Di Gennaro mosse qualche passo anche nella carriera di tecnico e dirigente sportivo.
Allenatore delle giovanili della Fiorentina a fine anni 90, con la stagione 2000-2001 venne promosso in prima squadra onde affiancare il direttore tecnico Fatih Terim: questo tandem rimase sulla panchina viola fino al febbraio 2001, quando lasciò l'incarico per sopraggiunti dissidi con la proprietà. Nella stagione seguente la coppia Di Gennaro-Terim venne chiamata al Milan, tuttavia anche questa esperienza si concluse con un precoce esonero in autunno.
Il 17 luglio 2014 fu scelto come club manager del settore giovanile del Bari, ma dovette dimettersi tre mesi dopo perché l'impegno risultava incompatibile con quello di opinionista in televisione. Ad ogni modo, continuò a collaborare con la società barese come consulente esterno.

#### Media
Di Gennaro è stato commentatore televisivo dapprima per Sky Sport, spesso a fianco di Maurizio Compagnoni, e poi per Mediaset Premium. Per Mediaset ha affiancato Sandro Piccinini al commento tecnico per le partite del campionato del mondo 2018 in Russia.
Dalla stagione 2018-2019 è passato alla Rai per commentare le partite della UEFA Champions League e della nazionale maggiore italiana, affiancando Alberto Rimedio, oltre a essere opinionista de La Domenica Sportiva. Nella stagione 2022-2023 affianca sempre Rimedio nella telecronaca delle gare del campionato del mondo 2022 in Qatar, dov'è anche opinionista dei pre e post partita, oltre alla semifinale di andata di UEFA Europa League Juventus-Siviglia e alla finale Siviglia-Roma, mentre per la semifinale di ritorno Bayer Leverkusen-Roma è opinionista con Simona Rolandi e Sebino Nela; ricopre quest'ultimo ruolo anche in occasione delle gare della nazionale Under-21 italiana all'europeo 2023. Nella stagione 2023-2024 viene impiegato, come seconda voce in telecronaca, in occasione della fase finale della UEFA Europa League e del campionato d'Europa 2024, sempre con Rimedio, intervenendo anche a Notti europee e in altri programmi di approfondimento. Per la stagione 2024-2025 è tra gli opinionisti di 90º... del Lunedì, condotto da Marco Mazzocchi; lascia il posto di commentatore delle partite della nazionale maggiore a Daniele Adani, per passare alla telecronaca delle gare dell'Under-21 al fianco di Luca De Capitani.
Commenta inoltre le partite del Bari per l'emittente locale Telebari. Dalla fine del gennaio 2018, è opinionista della neonata emittente radiofonica RMC Sport Network.
Nel 2022 pubblica l'autobiografia Io, Dige, mi racconto così..., curata dal giornalista Rino Lorusso.

## Statistiche

### Presenze e reti nei club
| Stagione          | Squadra           | Campionato        | Campionato | Campionato | Coppe nazionali | Coppe nazionali | Coppe nazionali | Coppe continentali | Coppe continentali | Coppe continentali | Altre coppe | Altre coppe | Altre coppe | Totale | Totale |
| Stagione          | Squadra           | Comp              | Pres       | Reti       | Comp            | Pres            | Reti            | Comp               | Pres               | Reti               | Comp        | Pres        | Reti        | Pres   | Reti   |
| ----------------- | ----------------- | ----------------- | ---------- | ---------- | --------------- | --------------- | --------------- | ------------------ | ------------------ | ------------------ | ----------- | ----------- | ----------- | ------ | ------ |
| 1976-1977         | Fiorentina        | A                 | 4          | 0          | CI              | 0               | 0               | CM                 | 2                  | 1                  | -           | -           | -           | 6      | 1      |
| 1977-1978         | Fiorentina        | A                 | 8          | 0          | CI              | 0               | 0               | UEFA               | 0                  | 0                  | -           | -           | -           | 8      | 0      |
| 1978-1979         | Fiorentina        | A                 | 21         | 3          | CI              | 1               | 0               | UEFA               | 0                  | 0                  | -           | -           | -           | 24     | 3      |
| 1979-1980         | Fiorentina        | A                 | 11         | 2          | CI              | 1               | 0               | -                  | -                  | -                  | -           | -           | -           | 13     | 2      |
| Totale Fiorentina | Totale Fiorentina | Totale Fiorentina | 44         | 5          |                 | 2               | 0               |                    | 2                  | 1                  |             | -           | -           | 48     | 6      |
| 1980-1981         | Perugia           | A                 | 24         | 3          | CI              | 0               | 0               | -                  | -                  | -                  | -           | -           | -           | 24     | 3      |
| 1981-1982         | Verona            | B                 | 33         | 2          | CI              | 4               | 2               | -                  | -                  | -                  | -           | -           | -           | 37     | 4      |
| 1982-1983         | Verona            | A                 | 26         | 1          | CI              | 13              | 2               | CM                 | 4                  | 0                  | -           | -           | -           | 43     | 3      |
| 1983-1984         | Verona            | A                 | 26         | 4          | CI              | 13              | 2               | UEFA               | 4                  | 0                  | -           | -           | -           | 43     | 6      |
| 1984-1985         | Verona            | A                 | 29         | 4          | CI              | 9               | 5               | -                  | -                  | -                  | -           | -           | -           | 38     | 9      |
| 1985-1986         | Verona            | A                 | 25         | 3          | CI              | 5               | 1               | CDC                | 4                  | 0                  | -           | -           | -           | 34     | 4      |
| 1986-1987         | Verona            | A                 | 23         | 3          | CI              | 6               | 0               | -                  | -                  | -                  | -           | -           | -           | 29     | 3      |
| 1987-1988         | Verona            | A                 | 20         | 1          | CI              | 6               | 2               | UEFA               | 8                  | 2                  | -           | -           | -           | 34     | 5      |
| Totale Verona     | Totale Verona     | Totale Verona     | 182        | 18         |                 | 56              | 14              |                    | 20                 | 2                  |             | -           | -           | 258    | 34     |
| 1988-1989         | Bari              | B                 | 32         | 3          | CI              | 7               | 0               | -                  | -                  | -                  | -           | -           | -           | 39     | 3      |
| 1989-1990         | Bari              | A                 | 15         | 1          | CI              | 2               | 1               | -                  | -                  | -                  | -           | -           | -           | 17     | 2      |
| 1990-1991         | Bari              | A                 | 17         | 0          | CI              | 3               | 0               | -                  | -                  | -                  | -           | -           | -           | 20     | 0      |
| Totale Bari       | Totale Bari       | Totale Bari       | 64         | 4          |                 | 12              | 1               |                    | -                  | -                  |             | -           | -           | 76     | 5      |
| 1991-1992         | Barletta          | C1                | 28         | 3          | CI+CISC         | 0+0             | 0+0             | -                  | -                  | -                  | -           | -           | -           | 28     | 3      |
| Totale carriera   | Totale carriera   | Totale carriera   | 342        | 33         |                 | 70              | 15              |                    | 22                 | 3                  |             | -           | -           | 434    | 51     |

### Cronologia presenze e reti in nazionale
| Cronologia completa delle presenze e delle reti in nazionale ― Italia | Cronologia completa delle presenze e delle reti in nazionale ― Italia | Cronologia completa delle presenze e delle reti in nazionale ― Italia | Cronologia completa delle presenze e delle reti in nazionale ― Italia | Cronologia completa delle presenze e delle reti in nazionale ― Italia | Cronologia completa delle presenze e delle reti in nazionale ― Italia | Cronologia completa delle presenze e delle reti in nazionale ― Italia | Cronologia completa delle presenze e delle reti in nazionale ― Italia |
| Data                                                                  | Città                                                                 | In casa                                                               | Risultato                                                             | Ospiti                                                                | Competizione                                                          | Reti                                                                  | Note                                                                  |
| --------------------------------------------------------------------- | --------------------------------------------------------------------- | --------------------------------------------------------------------- | --------------------------------------------------------------------- | --------------------------------------------------------------------- | --------------------------------------------------------------------- | --------------------------------------------------------------------- | --------------------------------------------------------------------- |
| 3-11-1984                                                             | Losanna                                                               | Svizzera                                                              | 1 – 1                                                                 | Italia                                                                | Amichevole                                                            | -                                                                     |                                                                       |
| 8-12-1984                                                             | Pescara                                                               | Italia                                                                | 2 – 0                                                                 | Polonia                                                               | Amichevole                                                            | 1                                                                     |                                                                       |
| 5-2-1985                                                              | Dublino                                                               | Irlanda                                                               | 1 – 2                                                                 | Italia                                                                | Amichevole                                                            | -                                                                     |                                                                       |
| 13-3-1985                                                             | Atene                                                                 | Grecia                                                                | 0 – 0                                                                 | Italia                                                                | Amichevole                                                            | -                                                                     |                                                                       |
| 3-4-1985                                                              | Ascoli Piceno                                                         | Italia                                                                | 2 – 0                                                                 | Portogallo                                                            | Amichevole                                                            | -                                                                     |                                                                       |
| 2-6-1985                                                              | Città del Messico                                                     | Messico                                                               | 1 – 1                                                                 | Italia                                                                | Amichevole                                                            | 1                                                                     | 88’                                                                   |
| 6-6-1985                                                              | Città del Messico                                                     | Italia                                                                | 2 – 1                                                                 | Inghilterra                                                           | Amichevole                                                            | -                                                                     |                                                                       |
| 25-9-1985                                                             | Lecce                                                                 | Italia                                                                | 1 – 2                                                                 | Norvegia                                                              | Amichevole                                                            | -                                                                     |                                                                       |
| 16-11-1985                                                            | Chorzów                                                               | Polonia                                                               | 1 – 0                                                                 | Italia                                                                | Amichevole                                                            | -                                                                     |                                                                       |
| 26-3-1986                                                             | Udine                                                                 | Italia                                                                | 2 – 1                                                                 | Austria                                                               | Amichevole                                                            | 1                                                                     |                                                                       |
| 11-5-1986                                                             | Napoli                                                                | Italia                                                                | 2 – 0                                                                 | Cina                                                                  | Amichevole                                                            | 1                                                                     |                                                                       |
| 31-5-1986                                                             | Città del Messico                                                     | Italia                                                                | 1 – 1                                                                 | Bulgaria                                                              | Mondiali 1986 - 1º turno                                              | -                                                                     |                                                                       |
| 5-6-1986                                                              | Puebla                                                                | Italia                                                                | 1 – 1                                                                 | Argentina                                                             | Mondiali 1986 - 1º turno                                              | -                                                                     |                                                                       |
| 10-6-1986                                                             | Puebla                                                                | Italia                                                                | 3 – 2                                                                 | Corea del Sud                                                         | Mondiali 1986 - 1º turno                                              | -                                                                     |                                                                       |
| 17-6-1986                                                             | Città del Messico                                                     | Francia                                                               | 2 – 0                                                                 | Italia                                                                | Mondiali 1986 - Ottavi di finale                                      | -                                                                     | 46’                                                                   |
| Totale                                                                |                                                                       | Presenze                                                              | 15                                                                    |                                                                       | Reti                                                                  | 4                                                                     |                                                                       |

## Palmarès

### Club

#### Competizioni nazionali
- Campionato italiano di Serie B: 1

Verona: 1981-1982
- Campionato italiano: 1

Verona: 1984-1985

#### Competizioni internazionali
- Coppa Mitropa: 1

Bari: 1990

## Opere
- Io, Dige, mi racconto così... La mia vita narrata attraverso una intervista lunga quasi una vita..., a cura di Rino Lorusso, Giemme Editore, 2023.